# Dorfkirche Stechau

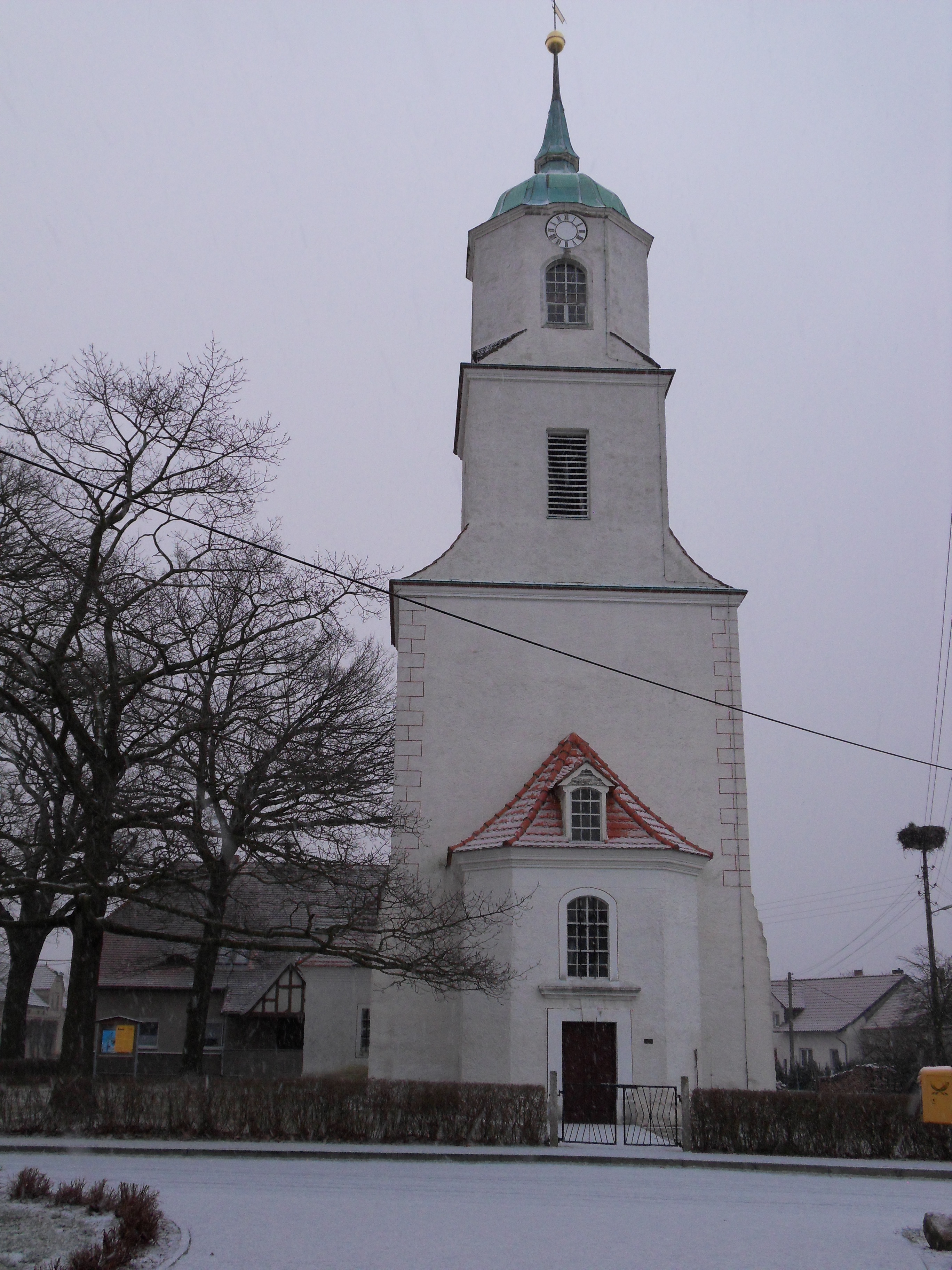
Dorfkirche Stechau

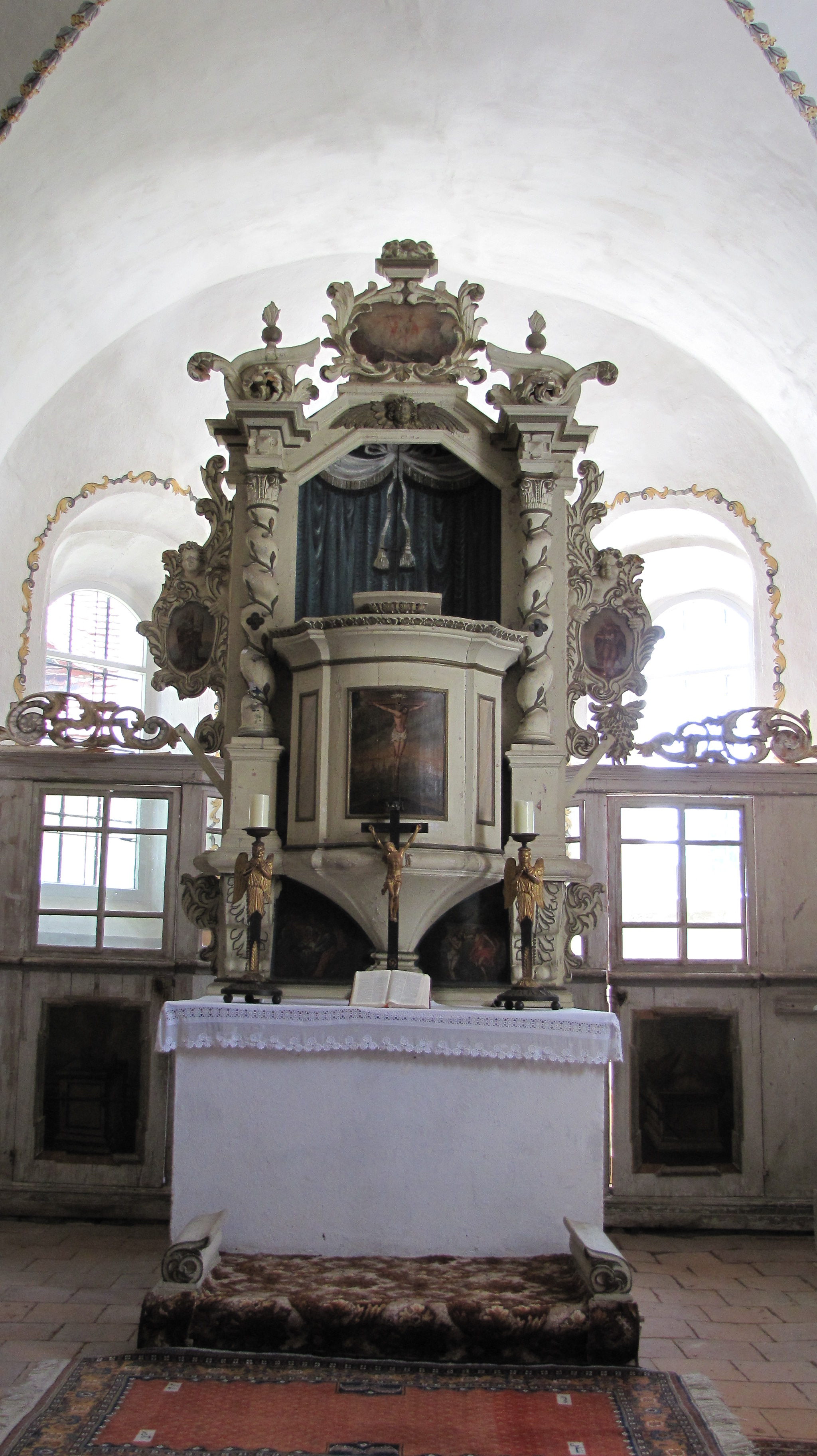
Altarraum

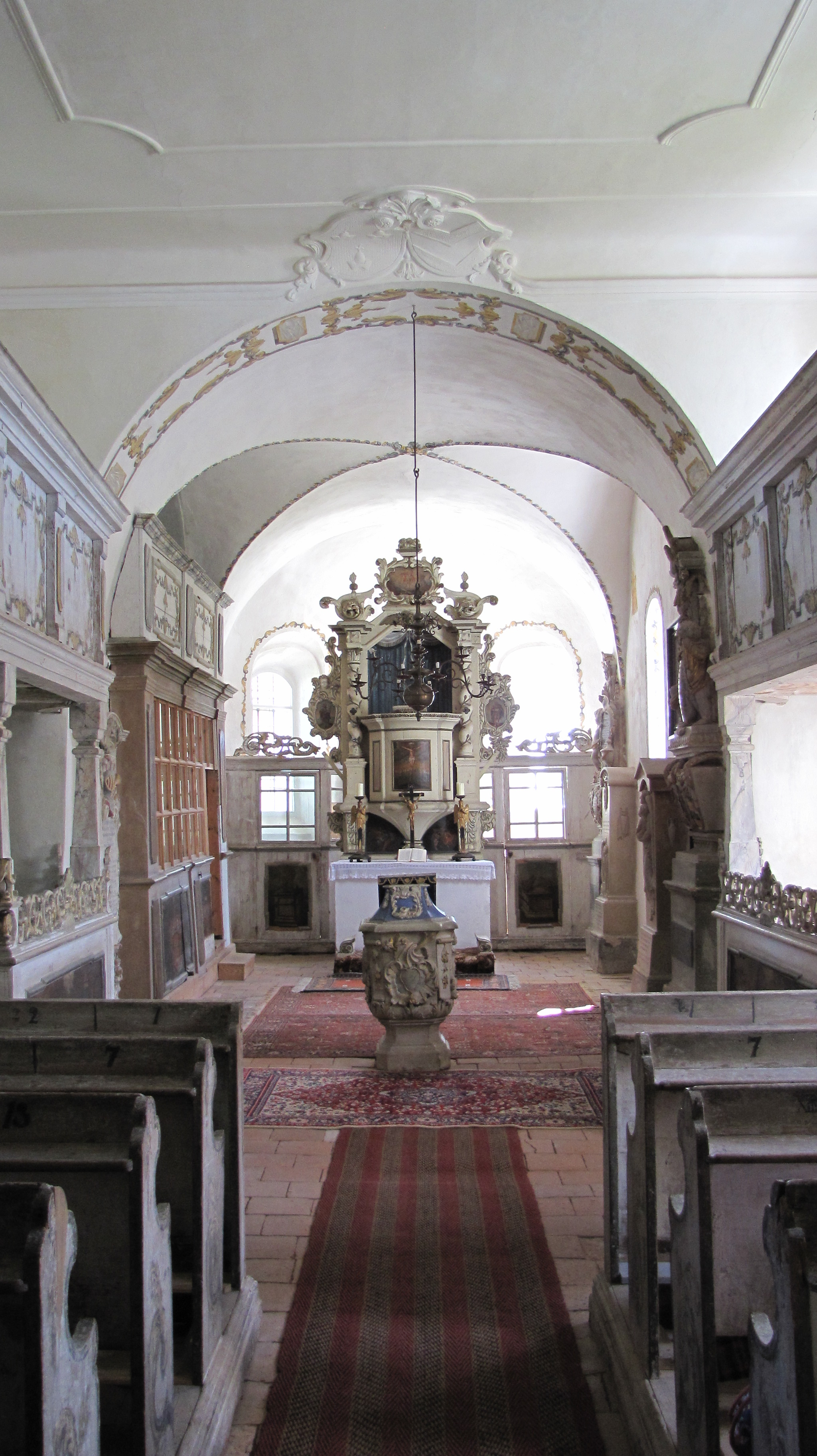
Innenansicht

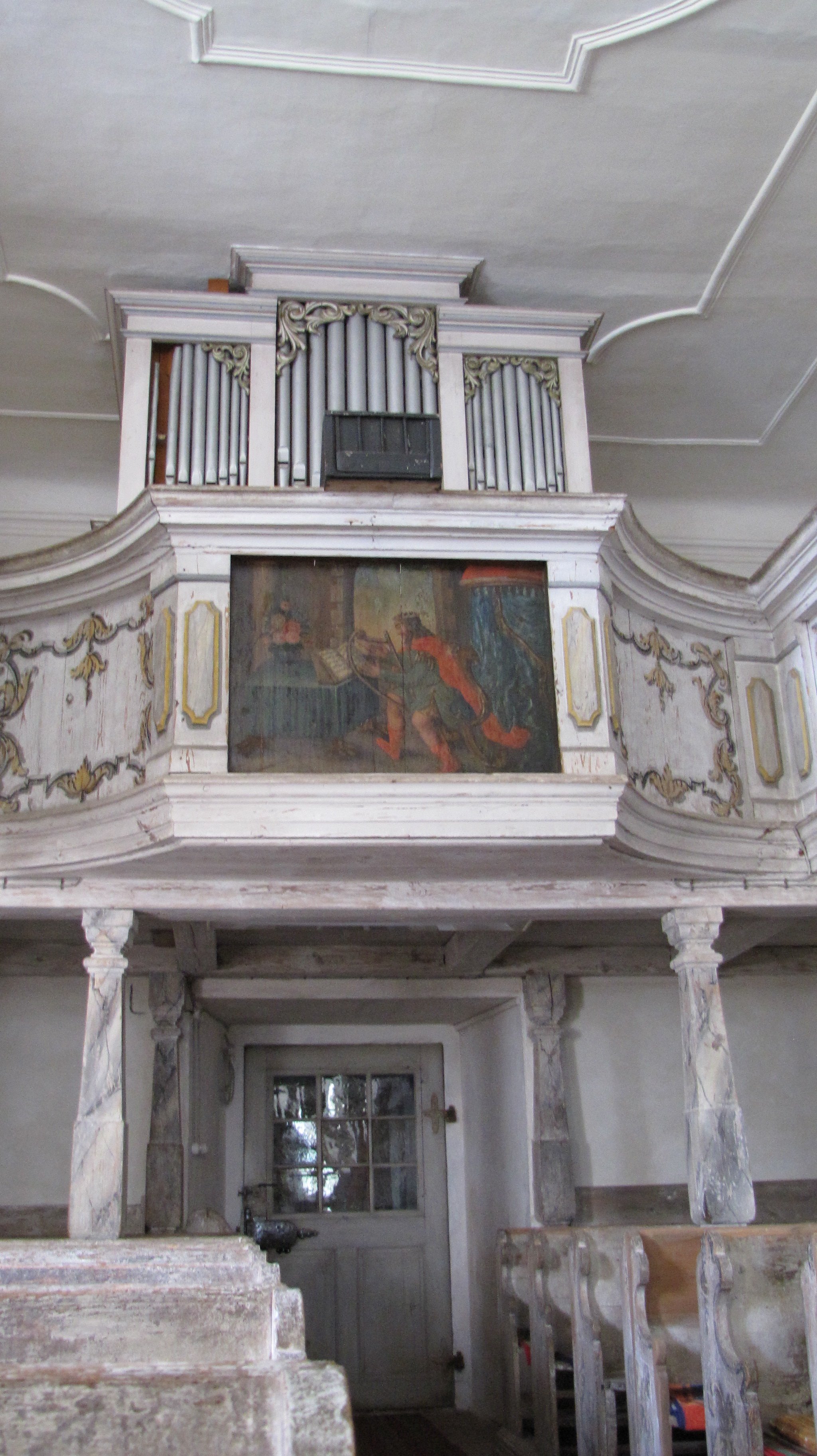
Orgelempore

Die evangelische Dorfkirche Stechau ist eine im Kern gotische, barockisierte Saalkirche im Ortsteil Stechau von Fichtwald im Landkreis Elbe-Elster in Brandenburg. Sie gehört zum Kirchengemeindeverband Stechau-Hillmersdorf im Kirchenkreis Bad Liebenwerda der Evangelischen Kirche in Mitteldeutschland.

## Geschichte und Architektur
Die Dorfkirche, eine Pfarrkirche, steht frei auf dem Anger und war von einem Friedhof umgeben, von dem ein gusseisernes Gedenkkreuz für den 1679 verstorbenen Pfarrer A. L. Hayner an der Südseite des Turms zeugt.
Die Kirche ist ein sorgfältig gefügter Feldsteinquaderbau aus dem zweiten Viertel des 13. Jahrhunderts mit kurzem Schiff, einem Westquerturm in Schiffsbreite und dreiseitigem Chorabschluss. Die Bandfugen des mittelalterlichen Putzes sind großflächig erhalten, auf der Südseite findet sich ein frühgotisches Putzband als Kranzgesims mit vereinzelten dekorativen Ritzelementen und Farbresten. 1732 erfolgte die Barockisierung durch die Patronatsherren, die im Stechauer Schloss ansässige Familie von Birckholtz, wobei die Westvorhalle angefügt und der Chor in Ziegelmauerwerk dreiseitig erweitert wurde. Im Norden wurde ein Anbau mit Gruft und Patronatsloge mit barocker Portaleinfassung und Wappenkartusche darüber erbaut sowie der mittelalterliche, zweigeschossige Westquerturms mit oktogonalem Aufsatz, Haube und abschließender Turmspitze versehen. Die frühgotischen, gekuppelt-spitzbogigen Schallöffnungen im oberen Turmgeschoss sind teilweise vermauert, die Fenster in Schiff und Chor wurden vergrößert und neue Portale im Westen und Norden eingefügt.
Das Innere wurde aufwändig barockisiert. Ein großer Triumphbogen trennt Kirchenschiff und Chor. Das Schiff ist mit flacher, stuckierter Putzdecke versehen, im Chor ein Kreuzgratgewölbe. Im Bodenbelag aus quadratischen Tonfliesen, vor dem Epitaph ist an der Nordwand eine Fliese mit den Initialen »J F N« und der Jahreszahl 1732 zu finden. Die Hufeisenempore und das Gestühl stammen aus der Zeit des Umbaus. An der nördlichen Chorwand ist die verglaste Patronatsloge mit den Familienwappen der Patronatsherren angebracht.

## Würdigung
Die ortsbildprägende Kirche gehört zu den ältesten Kirchen des Kreisgebiets und ist ein wichtiges Zeugnis der frühen Quadermauertechnik. Zugleich stellt sie mit ihrem gestaltprägenden, sehr qualitätvollen barocken Umbau ein wichtiges Zeugnis einer durch den ortsansässigen Adel ausgestatteten Patronatskirche des 18. Jahrhunderts dar. Die Fülle der prächtigen Epitaphien des 18. und frühen 19. Jahrhunderts vermag einen treffenden Eindruck von der Sepulkralkunst dieses Zeitraums zu vermitteln.

## Ausstattung
Der Kanzelaltar von 1743 ist mit medaillondekorierten Wangen und Darstellungen von Johannes des Täufers und Moses geschmückt, der Kanzelkorb von gewundenen Säulen eingefasst und mit einer Kreuzigungsszene versehen. Darunter sind Bildfelder mit dem Abendmahl und der Taufe Christi angeordnet, auf den seitlichen Durchgangstüren sind Darstellungen der Bundeslade und eines Opferaltars.
Der Taufstein aus der Zeit um 1730/1740 ist in vierseitiger Kelchform und mit Kartuschen, Rankenwerk und festongeschmückten Bandgliederungen gestaltet. Der Deckel ist in der Form eines Lesepults ausgebildet.
Die Hufeisenempore aus der Zeit um 1732 ist im Westen vorschwingend gestaltet und zeigt im Mittelfeld einen Harfe spielenden David.
Das Gemeindegestühl mit der Darstellung der vier Evangelisten auf der Vorderseite stammt aus der Zeit um 1732.
Das Pfarrer- und Patronatsgestühl wurde um 1732 geschaffen und ist mit bildlichen Szenen von Verkündigung und Heimsuchung ausgestaltet.
Ein Epitaph von 1700 aus Sandstein wurde für G. L. von Birckholtz mit sechs Wappen und Vita auf einem Tuchgehänge gesetzt und steht an der Nordwand des Kirchenschiffs.
Vier Epitaphien aus dem 18./19. Jahrhundert aus Sandstein wurden für die Familie von Birckholtz gesetzt: 1728 für G. G. von Birckholtz mit Wappen und Helmzier; das der 1753 verstorbenen Frau J. E. von Birckholtz bekrönen die Allegorien Glaube, Liebe, Hoffnung; das Doppelepitaph für G. H. von Birckholtz, † 1787, und seine Frau, C. L. v. Birckholtz, † 1771, zeigt auf einem katafalkähnlichen Sockel Inschriftenkartuschen, einen trauernden Putto, eine Urne und das Gottesauge, das Pendant bildet das Epitaph für G. H. von Birckholtz von 1812 im Chor.
Drei Epitaphien aus dem 19. Jh. in Sandstein wurden für die Familie von Ampach gesetzt: eine Stele mit Todesgenius und Kind für I. H. von Ampach von 1816 und eine Stele mit Relief eines trauernden Genius für J. F. von Ampach von 1826, beide aus dem Umkreis des Berliner Bildhauers Johann Gottfried Schadow, außerdem ein Inschriftenstein für Chr. L. von Ampach, zeitweise Domdechant zu Wurzen und Domherr zu Naumburg, von 1831, im Chor. Ein Porträt vom Ende des 19. Jahrhunderts wurde von dem 1845 in Stechau geborenen Gustav Zaak gemalt. Es zeigt den 1679 verstorbenen Pfarrer A. L. Hayner.
Die Orgel ist ein Werk von Arno Voigt, Liebenwerda aus der Zeit um 1911 (opus 13) und wurde unter Verwendung eines älteren Prospekts und einiger älterer Pfeifen erbaut. Zwei Bronzeglocken stammen aus den Jahren 1502 und 1513, letztere von einem Hallenser Gießer. Eine Stahlglocke von 1921 wurde von der Gießerei Lauchhammer, Torgau geschaffen.